# Doris Matsui

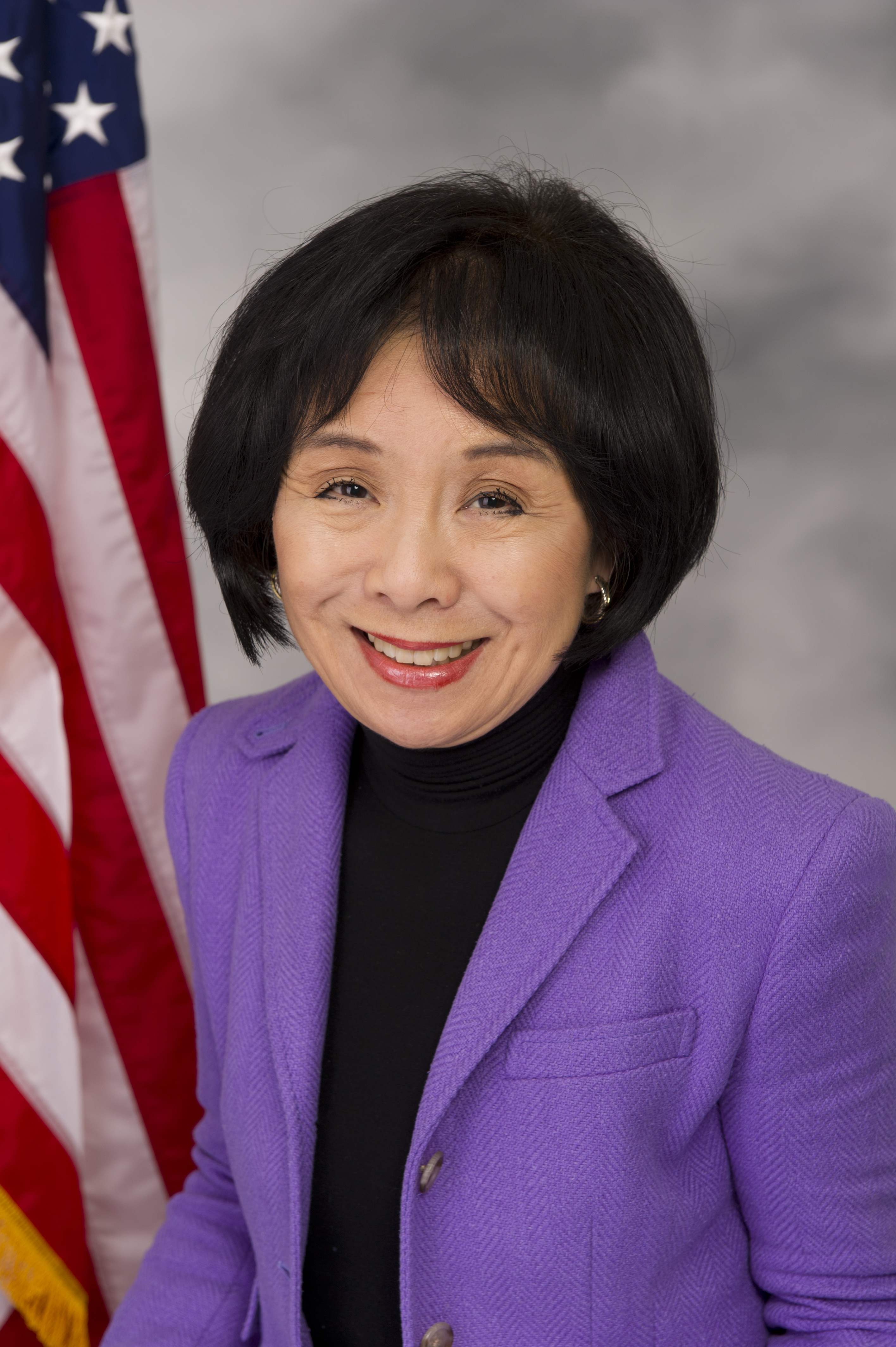
Doris Matsui em 2011.

Doris Okada Matsui (nascida em 24 de setembro de 1944) é uma política da Califórnia. É o representante do 5º Distrito Congressional da Califórnia desde 2005. Após a morte em 1 de janeiro de 2005, de seu marido, Bob Matsui, que foi representante durante vinte e seis anos, Matsui foi eleita em uma eleição especial em 8 de março de 2005, e fez o juramento de posse em 10 de março de 2005.